# Чапаевка (река)
Чапаевка (Моча, Криуша) (на руски: Чапаевка, Моча, Криуша) е река в Самарска област на Русия, ляв приток на Волга. Дължина 298 km. Площ на водосборния басейн 4810 km².
Река Чапаевка води началото си от северния склон на възвишението Общ Сърт, на 240 m н.в., на 8 km югоизточно от село Шариповка, в югоизточната част на Самарска област, на границата с оренбургска област. В горното течение тече на северозапад, в средното и част от долното на запад, а в най-долното – на север-североизток в широка и плитка долина със стотици меандри. Влива се отляво в река Волга, при нейния 1362 km, на 23 m н.в., на 13 km западно от град Новокуйбишевск, в централната част на Самарска област. Основен приток река Болшая Вязовка (73 km, ляв). Има смесено подхранване с преобладаване на снежното, с ясно изразено пролетно пълноводие, а през лятото в горното и средното течение пресъхва на големи участъци. Среден годишен отток на 179 km от устието 2,53 m³/s. Замръзва през ноември, а се размразява през април. По време на пролетно си пълноводие е плавателна за плиткогазещи съдове на 34 km от устието, до град Чапаевск. По течението ѝ са разположени множество, предимно малки населени места, в т.ч. град Чапаевск на 34 km от устието.